# Одоєвські
Одоєвські — руський та російський княжий рід.
 Гілка князів Новосильських.
Князі Одоєвські належали до чернігівської династії Ольговичів і були нащадками Великого князя Михайла. Першим удільним Одоєвським князем став Юрій Романович Чорний, який прожив найдовше зі своїх братів і успадкував найстарший престол серед князів глухівської гілки. У 1424 р. великий князь литовський Вітовт допоміг йому відбити нашестя на Одоєв ординців царевича Куідадата.
Під час Громадянської війни у ВКЛ Одоєвські князі підтримали Великого князя Руського Свидригайла Ольгердовича. Так, князь Василь Юрійович Одоєвський загинув у битві під Ошмянами 1432 року. Внаслідок виснажливої війни Іван Юрійович 1459 року склав васальну присягу Великому князю Литовському Казимиру Ягеллону разом з племінниками — белевськими князями Федором та Василем Михайловичами.
У 1494 р. Литва визнала перехід одоєвських князів до Москви разом з їхніми уділами.
З того часу Одоєвські стають служивими людьми московських великих князів.